# Smyslov (železniční zastávka)
Smyslov je železniční zastávka (původně stanice) ve městě Tábor ležící v km 63,436 železniční trati Tábor – Horní Cerekev. Stanice byla otevřena v roce 1888.

## Provozní informace
Zastávka má jedno nástupiště o délce 60 metrů s nástupní hranou ve výšce 300 mm nad temenem kolejnice. Zastávku osvětlují svítidla ovládaná fotobuňkou. V zastávce není možnost zakoupení si jízdenky a trať procházející zastávkou elektrizovaná není. Provozuje ji Správa železnic.

## Doprava
Zastavují zde pouze osobní vlaky, které jezdí trasu Tábor – Horní Cerekev – Jihlava (– Dobronín).

## Tratě
Stanicí prochází tato trať:
- Tábor – Horní Cerekev